# Eufernaldia
Eufernaldia is een geslacht van vlinders van de familie grasmotten (Crambidae).

## Soorten
- E. cadarellus Druce, 1896
- E. misgabellus Druce, 1896
- E. panamella Schaus, 1922
- E. sinaloellus Schaus, 1922